# Heinrich Krumbhaar
Heinrich Krumbhaar (* 12. August 1867 in Liegnitz; † 11. Mai 1939 ebenda) war ein deutscher Zeitungsverleger.

## Leben
Nach dem Abitur am humanistischen Königlichen Gymnasium der Ritterakademie Liegnitz studierte Heinrich Krumbhaar an den Universitäten München, Leipzig und Berlin Staats- und Rechtswissenschaften. 1886 wurde er Mitglied des Corps Isaria. 1889 wurde er zum Dr. jur. promoviert. 1890 trat er in den väterlichen Verlag Firma H. Krumbhaar ein und wurde Verleger des Liegnitzer Tagblattes. Die Leitung des Verlagshauses übernahm er nach dem Tod seines Vaters.
Krumbhaar wurde 1921 Vorsitzender des Vereins Deutscher Zeitungsverleger, dem er seit 1904 angehörte. Nach der nationalsozialistischen Machtergreifung trat er von diesem Amt zurück.
Von 1900 bis 1923 war er Mitglied des Liegnitzer Stadtverordnetenkollegiums.

## Auszeichnungen
- Königlicher preußischer Kommerzienrat
- Ehrensenator der Deutschen Akademie
- Ehrensenator der Technischen Hochschule Breslau